# Cethosia myrina
Cethosia myrina är en fjärilsart som beskrevs av Felder 1865. Cethosia myrina ingår i släktet Cethosia och familjen praktfjärilar. Inga underarter finns listade i Catalogue of Life.

## Bildgalleri

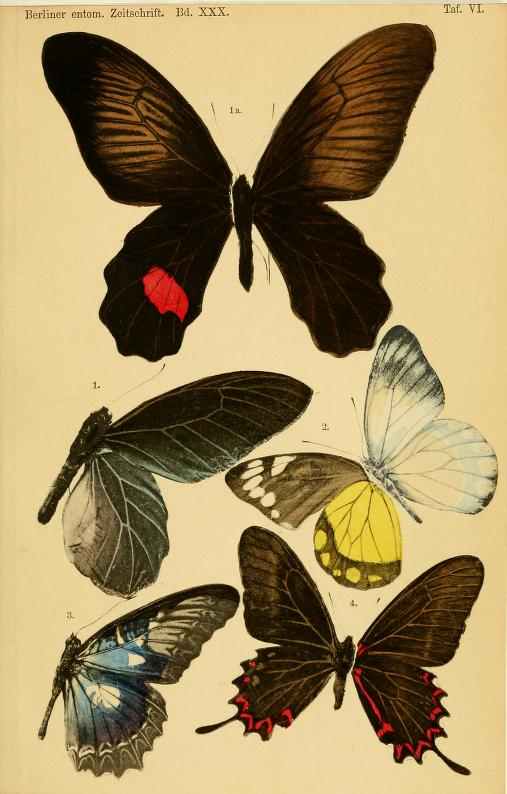
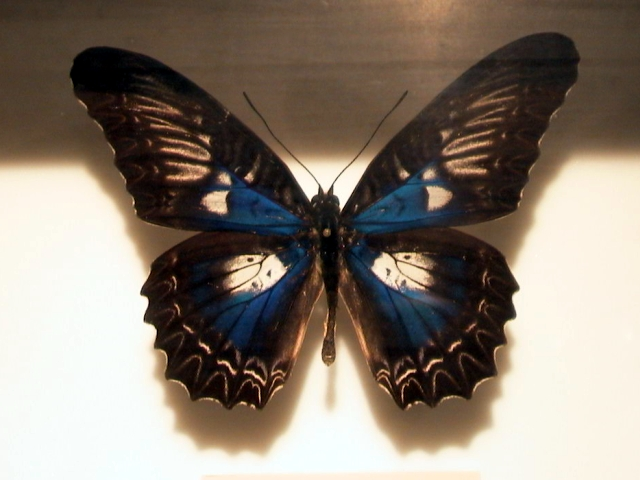